# Cryptomys bocagei
Espèce
Statut de conservation UICN

 LC  : Préoccupation mineure
Cryptomys bocagei est une espèce de mammifères rongeurs de la famille des Bathyergidae. Ce rat-taupe vit dans des souterrains en Angola et en Namibie.
L'espèce a été décrite pour la première fois en 1897 par William Edward de Winton (1856-1922), un zoologiste britannique.